# Angelika Neuner
Pour les articles homonymes, voir Neuner.
Angelika Neuner est une lugeuse autrichienne née le 23 décembre 1969 à Innsbruck. Elle est la sœur de la lugeuse Doris Neuner.
Juge-arbitre après sa carrière sportive, elle prononce le serment olympique aux Jeux olympiques de la jeunesse d'hiver de 2012.

## Palmarès

### Jeux olympiques
- Médaille d'argent en luge simple aux Jeux olympiques d'hiver de 1992 à Albertville.
- Médaille de bronze en luge simple aux Jeux olympiques d'hiver de 1998 à Nagano.

### Championnats du monde
- Médaille d'or en luge par équipe en 1996 à Altenberg.
- Médaille d'or en luge par équipe en 1997 à Igls.
- Médaille d'argent en luge par équipe en 1993 à Calgary.
- Médaille de bronze en luge par équipe en 1995 à Lillehammer.
- Médaille de bronze en luge simple en 1997 à Igls.
- Médaille de bronze en luge par équipe en 2000 à Saint-Moritz.

### Coupe du monde
- 21 podiums individuels : 
  - en simple : 1 victoire, 5 deuxièmes places et 15 troisièmes places.

### Championnats d'Europe
- Médaille d'argent en luge par équipe en 1992 et 1996.
- Médaille de bronze en luge simple en 1996.
- Médaille de bronze en luge par équipe en 1998 et 2002.